# Landesarbeitsgericht Hamm

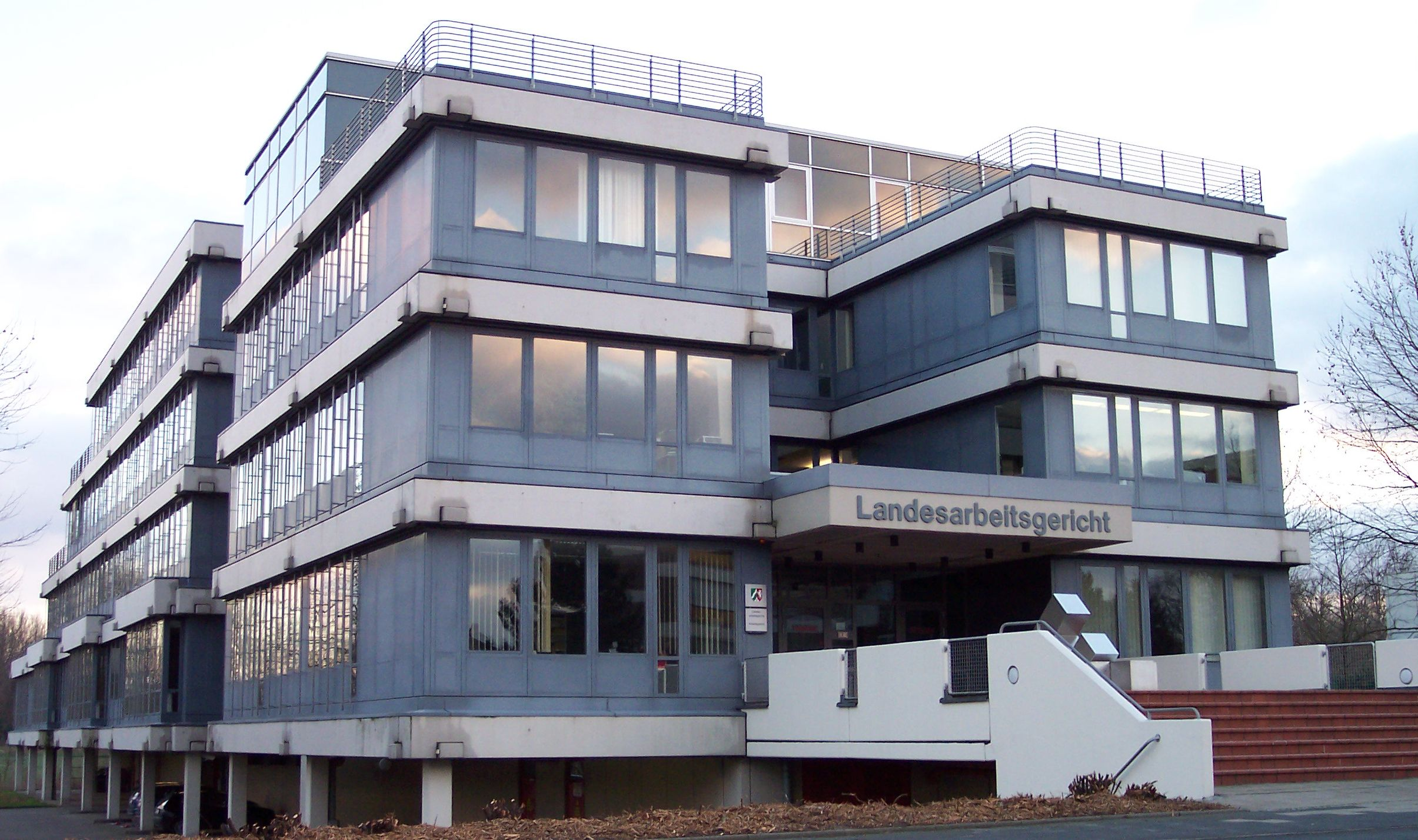
Arbeits- und Landesarbeitsgericht Hamm

Das Landesarbeitsgericht Hamm ist ein Gericht der Arbeitsgerichtsbarkeit und neben dem Landesarbeitsgericht Düsseldorf und dem Landesarbeitsgericht Köln eines von drei Landesarbeitsgerichten (LAG) des Bundeslandes Nordrhein-Westfalen. Bei ihm sind 18 Kammern gebildet.

## Gerichtsbezirk
Das LAG Hamm hat seinen Sitz in Hamm. In dem rund 20.000 km² großen Gerichtsbezirk mit 231 Gemeinden und neun kreisfreien Städten leben rund 8,5 Millionen Menschen. Der Gerichtsbezirk liegt im westfälischen (östlichen) Teil des Bundeslandes NRW.
Wie jedem Landesarbeitsgericht ist dem LAG Hamm nur das Bundesarbeitsgericht übergeordnet. Nachgeordnet sind die Arbeitsgerichte Arnsberg, Bielefeld, Bocholt, Bochum, Detmold, Dortmund, Gelsenkirchen, Hagen, Hamm, Herford, Herne, Iserlohn, Minden, Münster, Paderborn, Rheine und Siegen.
Als Mittelbehörde des Landes Nordrhein-Westfalen übt das Landesarbeitsgericht Hamm auch die Dienstaufsicht über die Beschäftigten an den nachgeordneten Gerichte aus.

## Geschichte
Das Landesarbeitsgericht Hamm wurde 1946 errichtet. Seit 1978 ist das Gericht im Neubau Marker Allee 94 untergebracht.
Mit Kristina Göhle-Sander stand von 2001 bis 2013 erstmals eine Frau als Präsidentin an der Spitze des Gerichts.

## Leitung
- 1946–1952: Fritz Kassmann (* 26. Juni 1908, † 22. Juli 1991)
- 1953–1954: Fritz Poelmann (* 22. April 1913, † 28. Juli 1977)
- 1954–1956: Heinz Mohnen (* 11. März 1914, † 17. Juni 2005)
- 1959–1975: Hans Joachim Darwig (* 8. Januar 1910)
- Ab 3. März 1975: Günter Ide (* 16. Juni 1929)
- Ab 1. Juli 1994: Alfons Pieper (* 29. August 1936)
- 1. September 2001 bis 31. Juli 2013: Kristina Göhle-Sander[3]
- Seit 1. August 2013:  Holger Schrade